# Andreas Schmidt (Jazzpianist)
Andreas Schmidt (* 1967 in Berlin) ist ein deutscher Pianist, Komponist und Arrangeur.

## Leben und Wirken
Seit seinem 13. Lebensjahr nahm er Klavierunterricht und später für mehrere Jahre eine zusätzliche Saxofonausbildung. Seine Klavierlehrer Aki Takase (Japan) und Walter Norris (USA) ermutigten ihn, sich schon vor dem Studium ganz dem Jazzpiano, Komponieren und Arrangieren zu widmen. Es folgten Auftritte in Fernsehproduktionen und Konzerte in Deutschland. Von 1993 bis 1998 studierte Schmidt an der Jazzabteilung der Hochschule der Künste Berlin.
Aufmerksamkeit erregte Andreas Schmidt als junger Jazzpianist mit der CD Haiku, die er mit dem Quartett, bestehend aus Jerry Granelli (Schlagzeug), Rudi Mahall (Bassklarinette), Lee Konitz und Schmidt, einspielte, und für die er alle Stücke komponierte. 1995 erhielt Andreas Schmidt ein Kompositionsstipendium des Berliner Senats, verbrachte sechs Monate in New York City und arbeitete dort gemeinsam mit Jim Black, Jane Ira Bloom, D. D. Jackson, Susie Ibarra und Joe Fiedler. Dort begegnete er auch erstmals dem Pianisten Paul Bley, der ihn zu einer Zusammenarbeit mit dem Bassisten Gary Peacock motivierte. Als gemeinsames Projekt entstand die CD berlin, 1999.
Seine Projekte führten Andreas Schmidt mit unterschiedlichen Künstlern wie dem Lisa Bassenge Trio, Katja Riemann und Ute Lemper zusammen. In New York spielte er mit Connie Crothers, Sheila Jordan, Jimmy Halperin und anderen. Schmidt tritt regelmäßig montags im Berliner Jazzclub A-Trane mit avancierten Jazzmusikern wie Lee Konitz, Till Brönner, David Friedman, Jeanfrançois Prins oder Nachwuchsmusikern auf.
Mit Michael Schiefel und seinem Projekt GAY, der Combo Y MOVE und deren Sängerin Yelena K. und dem Andreas-Schmidt-Trio ging Schmidt auf Tour. Er spielte in Frankreich, Spanien, Holland und in Belgrad, Sarajewo, Beirut und London. Insgesamt erschienen bisher rund 30 CDs mit Kompositionen und Einspielungen von Andreas Schmidt. 2007 erschien sein drittes Album hommage à tristano. Im Frühjahr 2008 folgte die Veröffentlichung von Andreas Schmidt & David Liebman & Friends in Berlin.
Im Jahr 2009 wurden zwei neue CDs von Andreas Schmidt veröffentlicht. Schmidt Happens!, eine Konzertaufnahme mit den Berliner Jazzmusikern Andreas Henze (bass), Kai Bussenius (drums), dem Saxophonisten Peter Weniger und Andreas Schmidt am Klavier, und Pieces for a Husky Puzzle, ein Jazz-Trio mit dem Schlagzeuger Samuel Rohrer und dem Trompeter Thomas Heberer. Im Frühjahr 2010 folgten Konzerte des Trios in Jazz-Clubs in New York und Berlin.
Neben seiner Tätigkeit als Jazz-Pianist fungiert Andreas Schmidt auch als Komponist nicht nur im Jazzbereich. Im März 2010 erschien sein Soloprojekt slow motion emotion, ein Klavierzyklus aus dreißig Stücken. Mit einem eher aphoristischen Charakter stehen diese Kompositionen der Neuen Musik nahe.
Im Jahr 2013 spielte er auf dem Album  Yingying  als Teil des Birgitta Flick Quartetts. Das Quartett hat auch im Jahr 2016 ein Album  Dalarna  veröffentlicht.
Schmidt ist Dozent an der Universität der Künste in Berlin. Er lebt und arbeitet in Berlin.

## Diskografische Hinweise
- 1990: Alice Maria Joao, Aki Takase, Niels Pedersen (als Komponist) enja records
- 2000: Infant Eyes Jacobien Vlasman – Quartet (als Komponist) Timescraper Music Publishing GmbH
- 2003: Gay  Michael Schiefel (als Pianist Traumton Records)
- 2004: Three Lisa Bassenge Trio (als Pianist Arrangeur) Minor Music Records
- 2008: In Berlin Andreas Schmidt& David Liebman& Friends (als Pianist und Komponist) JazzHausMusik
- 2013: Standards Flechsenhar Britta-Flechsenhar (als Pianist) gligg records

## Auszeichnungen
- Jazz-Performance-Preis der Karl-Hofer-Gesellschaft 2003
- Jazz & Blues Award